# Pierre Dac
Pour les articles homonymes, voir Dac.
Ne doit pas être confondu avec Pierre Dax.
André Isaac, dit Pierre Dac, officiellement André Pierre-Dac à partir de 1950, né le 15 août 1893 à Châlons-sur-Marne et mort le 9 février 1975 dans le 17e arrondissement de Paris, est un humoriste et comédien français. Il a également été, pendant la Seconde Guerre mondiale, une figure de la Résistance contre l'occupation de la France par l'Allemagne nazie grâce à ses interventions sur Radio Londres.
Créateur dans les années 1930 du journal humoristique L'Os à moelle, Pierre Dac est notamment l'inventeur du Schmilblick, un objet « rigoureusement intégral, qui ne sert absolument à rien et peut donc servir à tout ». Il popularise également l'expression « loufoque », formée à la façon du louchébem. Il est également inventeur du biglotron et de la recette de la confiture de nouilles.
Après la guerre, il constitue un fameux duo humoristique avec Francis Blanche, et conçoit et anime les populaires séries radiophoniques Malheur aux barbus, puis Signé Furax et enfin, Bons baisers de partout.

## Biographie

### Jeunesse, Première Guerre mondiale et début de carrière

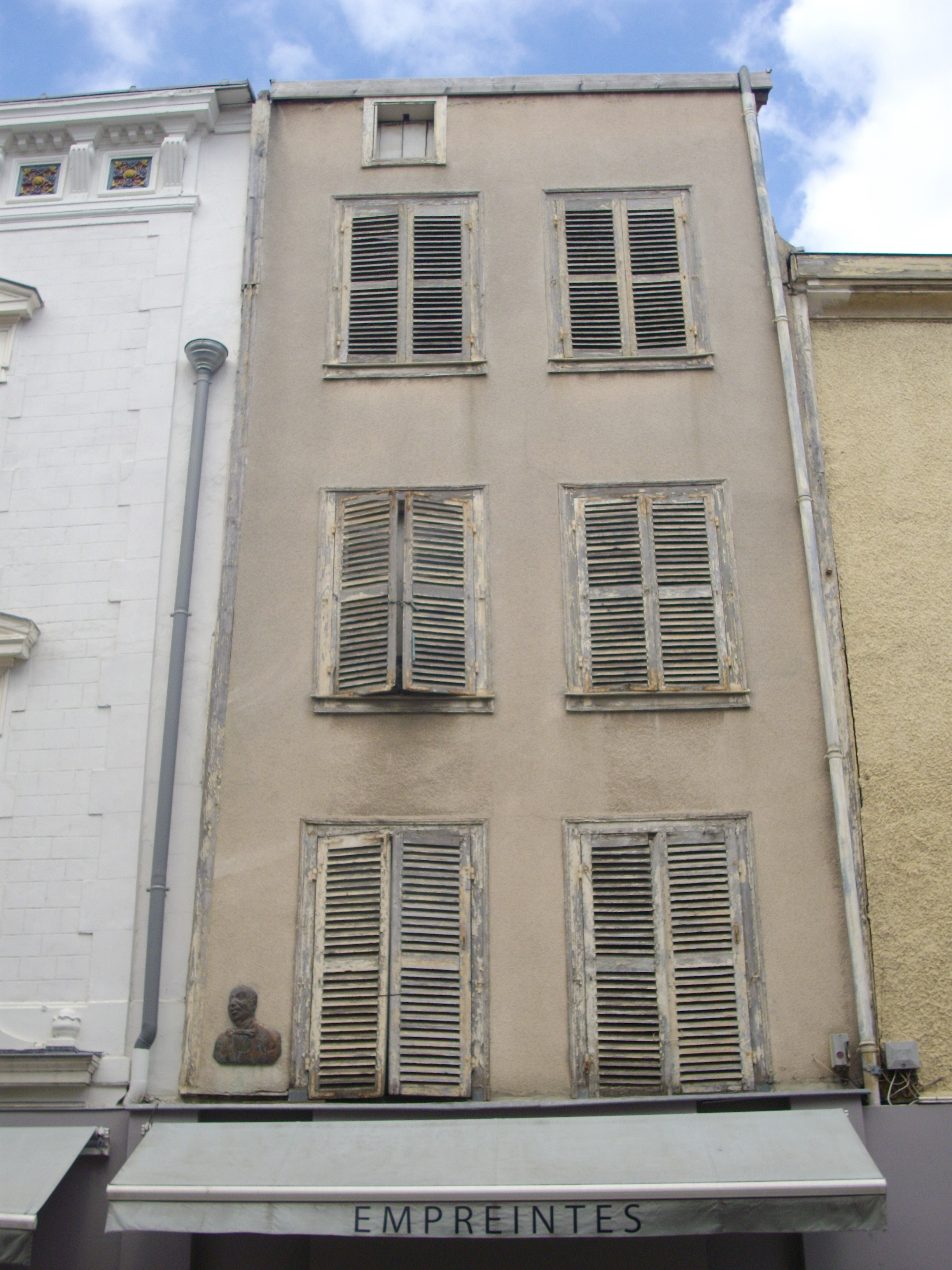
Maison où Pierre Dac est né, à Châlons-sur-Marne.

Pierre Dac est issu d'une modeste famille juive d'Alsace, originaire de Niederbronn-les-Bains et installée après la défaite de 1870 à Châlons-sur-Marne, où le père Salomon Isaac est boucher et la mère, Berthe Kahn, femme au foyer. Il naît dans cette ville au 70, rue de la Marne,,. Le jeune André a trois ans lorsque la famille s'installe à Paris, où elle ouvre une boucherie dans le quartier de la Villette (la profession de son père aura une grande influence sur lui, car tout au long de sa carrière d'humoriste Pierre Dac s'inspirera du louchébem, l'argot des bouchers). André, bon élève et doué pour les farces, affiche des dons artistiques et ses parents l'inscrivent à des cours de violon tandis que son frère aîné, Marcel, se destine à reprendre la boucherie familiale. Le goût d'André pour les farces lui vaut d'être renvoyé du lycée en mai 1908 après qu'il a accroché un hareng saur à la queue de l'habit de son professeur de maths, ce qui marque en même temps la fin de ses études.
Selon Jacques Pessis, Pierre Dac serait un héros de la Première Guerre mondiale, mobilisé au lendemain de ses vingt ans, au régiment d'infanterie de Toul,. Il serait revenu du front quatre ans plus tard avec deux blessures,, la première lui ôtant la possibilité de devenir violoniste, puisque, le 10 mai 1915, un éclat d'obus lui aurait raccourci le bras gauche de douze centimètres,. Tout juste remis, apprenant la mort de son frère, il aurait décidé de repartir au combat et, en 1916, il se serait retrouvé nettoyeur de tranchées. Près de Verdun, un nouvel obus lui aurait brisé la cuisse. Cette fois, il aurait entamé une convalescence qui allait se poursuivre jusqu’au lendemain de l’Armistice. Il aurait alors été décoré et cité quatre fois à l’ordre de la nation.
Toutefois, Jacques Pessis lui-même produit aussi des documents qui vont à l'encontre de cette version : une carte écrite par le frère de Pierre Dac le 23 juin 1914 et transmise à l’hôpital militaire de Toul, une autre du 18 juillet 1914 adressée par son frère à l’hôpital militaire de Cosne (Nièvre), certificats de visite et de contre-visite le 25 août 1914 et certificat de convalescence d’un mois le 26 août avec prolongation jusqu’au 16 octobre (hospice mixte de Cosne). Les documents médicaux mentionnent une blessure par balle de fusil Lebel, arme française. Toutes les pièces produites sont tout à fait conformes à ce qui est écrit sur la fiche matricule de Pierre Dac qui liste une longue suite d’hospitalisations et de périodes de convalescence pendant presque toute la guerre, le point de départ étant un accident pendant un exercice de tir le 23 juin 1914 qui a été relaté dans la presse de l’époque,,. La partie réservée à cet effet sur sa fiche matricule n’indique aucune blessure de guerre, aucune citation ni aucune décoration.
Selon Pierre Dac, son frère Marcel aurait été tué à l'âge de 28 ans, le 8 octobre 1915, pendant la bataille de Champagne, fauché par un obus allemand. Toutefois, selon les documents officiels, Marcel Isaac n'a pas été tué par un obus, mais est mort d'une embolie, « maladie aggravée au service », et déposé à l'hôpital de Bussy-le-Château, et n'est donc pas considéré comme « mort pour la France », bien qu'il soit mort alors qu'il était toujours enregistré en tant que militaire en activité. Cependant, après vérification, l'inscription « Mort pour la France » est bien gravée sur la tombe et celle-ci, attestée par une photographie, était encore lisible en 2010.
Après la Première Guerre mondiale, Pierre Dac vit de petits métiers à Paris, coursier, chauffeur de taxi, homme-sandwich. Dans les années 1920, il est chansonnier dans divers cabarets, notamment La Muse rouge et La Vache enragée dès 1922. Il rencontre en 1923 le chansonnier Roger Toziny qui le force à auditionner pour vaincre sa timidité et lui trouve son pseudonyme « Dac » en référence à ses dons de chansonnier d'actualités tout en rappelant la terminaison de son nom Isaac.
En 1925, il se produit à La grande fête inaugurale de la Chanson des Insurgés, à la salle de l'Utilité publique, boulevard Auguste-Blanqui à Paris. Cette fête est organisée par le journal L'Insurgé de l'anarchiste André Colomer.
Le 8 janvier 1929, il épouse Marie-Thérèse Lopez, mariage qui se révèle être une erreur. Pierre Dac se produit dans les années 1930 au Théâtre du Coucou, au Théâtre de 10 Francs, au Casino de Paris, aux Noctambules et à La Lune rousse de Montmartre, où il rencontre en 1934 la comédienne Dinah Gervyl (1909-1987) (de son vrai nom Raymonde Faure), sa future seconde épouse. René Sarvil lui écrit de nombreux textes qu'il débite d'une voix volontairement monocorde. En 1935, il crée une émission humoristique de radio, La Course au Trésor, et en anime une autre, La Société des Loufoques, qui remportent un grand succès.

### L'Os à moelle

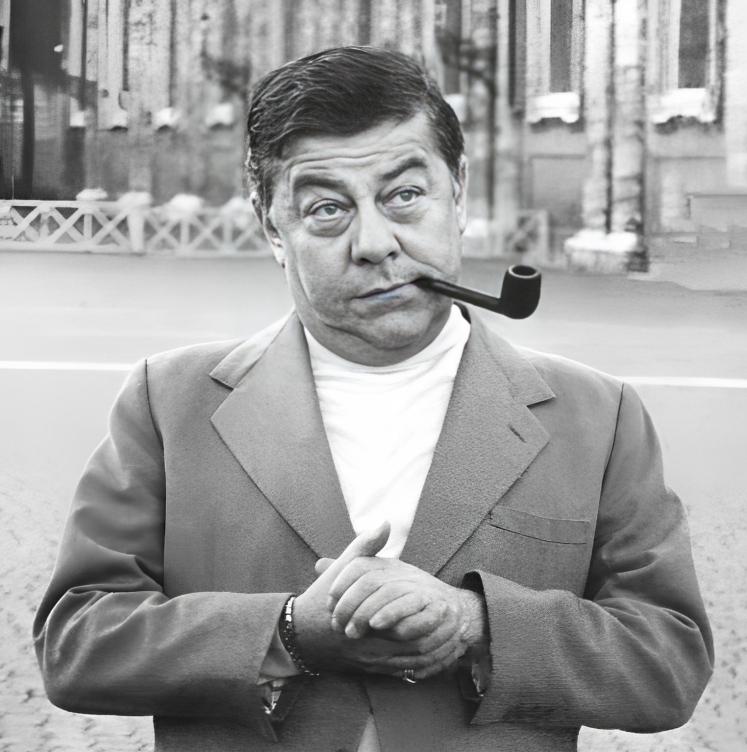
Avec son ami Francis Blanche, il va former un duo comique très populaire.

Le 13 mai 1938, il fonde L'Os à moelle, organe officiel des loufoques, une publication humoristique hebdomadaire au nom inspiré par François Rabelais et par son père boucher (le mot loufoque vient de l'argot des bouchers, le louchébem, et signifie fou). Elle a pour collaborateurs le chansonnier Robert Rocca, les dessinateurs Jean Effel, Roland Moisan, etc. Dès son premier numéro, le journal annonce la constitution d'un « Ministère loufoque », dont les portefeuilles sont distribués « au Poker Dice ». Ses petites annonces — dont la plupart sont rédigées par Francis Blanche, qui débute — vendent de la pâte à noircir les tunnels, des porte-monnaie étanches pour argent liquide, des trous pour planter des arbres, etc. En raison de l'avancée allemande, l'hebdomadaire — dès l'origine très anti-hitlérien — cesse de paraître après 109 numéros, le 7 juin 1940. L'équipe du journal est contrainte de quitter Paris alors sur le point d'être occupé. Il reparaîtra épisodiquement en 1945-1946, puis vers 1965, avec de nouveaux talents, comme René Goscinny (Les aventures du facteur Rhésus) et Jean Yanne (Les romanciers savent plus causer français en écrivant).

### Radio Londres

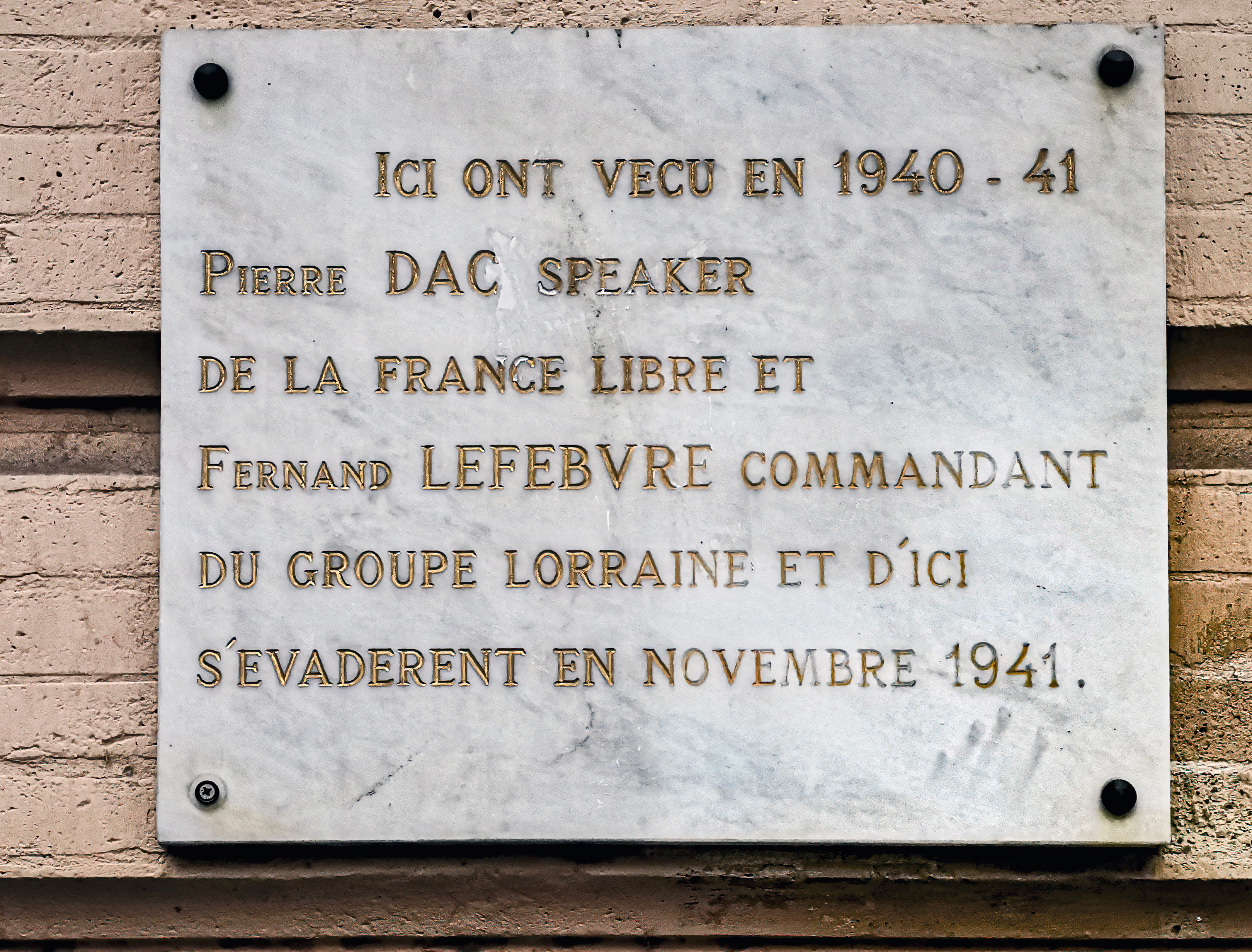
Plaque du 42, boulevard de Strasbourg à Toulouse, où est réfugié Pierre Dac de 1940 à 1941.

Réfugié en 1940 au 42, boulevard de Strasbourg à Toulouse avec Fernand Lefèbvre, futur pilote de la France libre, Pierre Dac décide de rejoindre Londres en novembre 1941, mais il est arrêté lors de sa tentative de traversée des Pyrénées et incarcéré le 16 novembre 1941 à la prison Model de Barcelone pendant quatre mois où il écrit le poème Noël 1941 dans une prison de Barcelone. Il est ensuite remis aux autorités françaises de la zone libre, à sa demande, et il est transféré au centre pénitentiaire de Perpignan le 6 mars 1942, où il ne reste qu'un mois grâce à un jugement très bienveillant.
Au printemps 1943, Pierre Dac tente à nouveau sa chance en essayant de rejoindre en train le Portugal, via l'Espagne, sous une fausse identité canadienne. À nouveau arrêté le 18 mai, il est incarcéré à la prison de Valencia de Alcántara, dans le sud du pays. Un projet éventé d'évasion lui vaut un transfert le 4 juin à Cáceres, en Estrémadure.
Il finit par être échangé contre quelques sacs de blé et des fûts d'essence, grâce à des négociations entre Espagnols et Britanniques sous la houlette de la Croix-Rouge française. Il quitte ainsi l'Espagne pour le Portugal le 29 août 1943 et rejoint Alger puis Londres, où il est emmené en avion le 12 octobre, pour y rejoindre l'équipe « Les Français parlent aux Français » de Radio Londres.
Il intervient pour la première fois le 30 octobre 1943. À l'antenne, il parodie des chansons à la mode (Les Gars de la marine devenant « Les gars de la Vermine », Ça fait d'excellents Français, Horst-Wessel-Lied) pour brocarder le gouvernement de Vichy, les collaborationnistes et le régime nazi. Il a été, parmi d'autres, la voix du refrain de Jean Oberlé « Radio-Paris ment, Radio-Paris ment, Radio-Paris est allemand » sur l'air de La Cucaracha, les paroles de couplet étant l'œuvre de Maurice Van Moppès. Enthousiasmé par ce slogan efficace, Jacques Duchesne, le directeur de l'émission, décida de le placer en générique de l'émission.
Fait unique, Pierre Dac a été nommé, en tant que civil, membre d'honneur du Groupe Lorraine, alors que ce groupe n'était composé que de militaires des forces françaises aériennes stationnées au Royaume-Uni. Il a reçu cette nomination honorifique à la suite d'un déjeuner bien arrosé et qui lui fit oublier de participer à une émission de radio de la BBC prévue cet après-midi-là, son seul manquement durant la guerre.
Lorsque, le 10 mai 1944, Philippe Henriot, sur Radio-Paris, s'en prend à Pierre Dac en évoquant ses origines juives et en mettant en doute son intérêt pour la France, demandant « La France, qu'est-ce que cela peut bien signifier pour lui ? », l'humoriste lui répond le lendemain sur Radio-Londres dans un discours lapidaire baptisé « Bagatelle sur un tombeau », dans lequel il déclare que son frère Marcel, mort au front lors de la Première Guerre mondiale, porte bien sur sa tombe l'inscription « Mort pour la France », alors que sur celle de Philippe Henriot on écrirait « Mort pour Hitler, fusillé par les Français ». Une réponse prémonitoire, puisque Henriot est abattu par la Résistance quarante-huit jours plus tard.

### Après-guerre

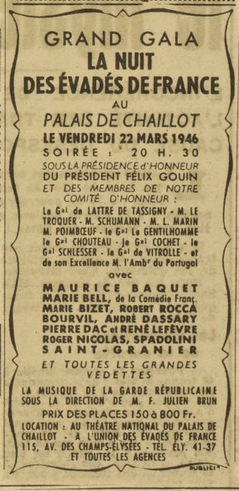
Annonce pour La Nuit des Evadés de France.

À la Libération, il rentre à Paris où il se réinstalle avec Dinah Gervyl (épousée le 6 octobre 1944) au 49, avenue Junot (à deux pas de son domicile, sera baptisée la rue Pierre-Dac en 1995). Il devient membre du comité d'épuration des artistes. Fidèle à ses engagements patriotiques il se produit, le 22 mars 1946 au Palais de Chaillot à la fois comme artiste et évadé, à la « Nuit des Évadés de France », gala de bienfaisance organisé par l'Union des évadés de France sous la présidence effective du Général de Lattre.

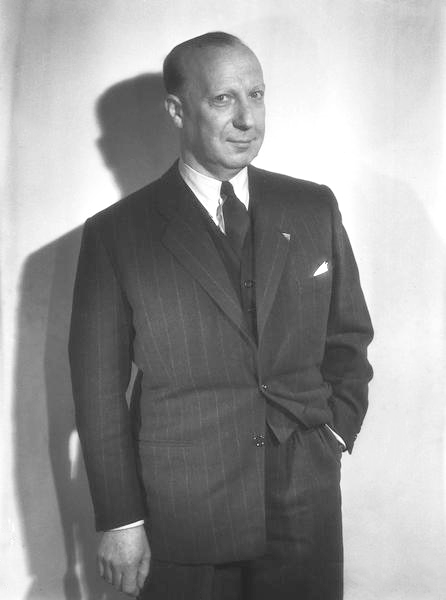
Dac en 1947, époque où il est à la Grande Loge de France.

Pierre Dac prend officiellement le nom d'André Pierre-Dac à partir de 1950.
Il est reçu apprenti à la loge « Les Compagnons ardents » de la Grande Loge de France le 18 mars 1946 puis élevé au grade de compagnon le 3 mars 1947. Il quitte sa loge le 26 septembre 1955 et rédigera une parodie de rite maçonnique devenue célèbre dans la franc-maçonnerie française, Grande Loge des Voyous, Rituel du Premier Degré Symbolique. Il réalisera des entretiens radiophoniques d'anthologie en Autriche, notamment avec la cinéaste Leni Riefenstahl pour la RDF. En 1948, il revient au cabaret et surtout au théâtre des Trois Baudets où Jacques Canetti le produit dans le spectacle Ça va - Ça va pas. Ce spectacle fait place à la revue 39,5° entièrement écrite par Pierre Dac, sur une musique d'André Popp, qui se joue à guichets fermés pendant 440 représentations. À l'équipe de Pierre Dac, s'ajoute un jeune humoriste inconnu, Robert Lamoureux, dont les spectaculaires débuts provoquent l'enthousiasme du public. Le soir où l'on fête la 400e de 39,5° aux Trois Baudets, Francis Blanche alors comédien dans la troupe des Branquignols rencontre Pierre Dac. Ce coup de foudre amical et professionnel marque leurs débuts à la scène et à la radio. Le 21 avril 1950 débute le spectacle Sans Issue qu'ils joueront un an et demi devant des salles combles. Ils se produiront ensuite à l'ABC, à l'Olympia, à l'Alhambra, au Théâtre de Paris, au Théâtre Édouard VII, etc.
Il forme avec Francis Blanche un duo mythique auquel on doit de nombreux sketches dont le fameux Le Sâr Rabindranath Duval (1957) qui sera créé au Théâtre des Trois Baudets, et un feuilleton radiophonique en 213 épisodes, Malheur aux barbus, diffusé de 1951 à 1952 sur Paris Inter, et publié en librairie cette même année ; personnages et aventures sont repris de 1956 à 1960 sur Europe 1, sous le titre Signé Furax (soit 1 034 épisodes). Ces émissions sont suivies par de nombreux auditeurs. Plus tard, entre 1965 et 1974, en compagnie de Louis Rognoni, Pierre Dac crée la série Bons baisers de partout, une parodie en 740 épisodes des séries d'espionnage des années 1960, diffusée sur France Inter.
Surnommé par certains le « Roi des Loufoques », pour son aptitude à traquer et créer l'absurde à partir du réel, orateur pince-sans-rire et persifleur hiératique, il manie aussi bien les calembours que les aphorismes.
Son texte Le Biglotron est souvent cité par les amateurs de dépédantisation. Il est l'inventeur du Schmilblick, qui « ne sert absolument à rien et peut donc servir à tout. Il est rigoureusement intégral ! » Le mot « Schmilblick » sera repris par Guy Lux pour un jeu télévisé (hérité de La Chose de Pierre Bellemare sur Radio-Luxembourg), puis par Coluche pour une parodie de ce jeu.

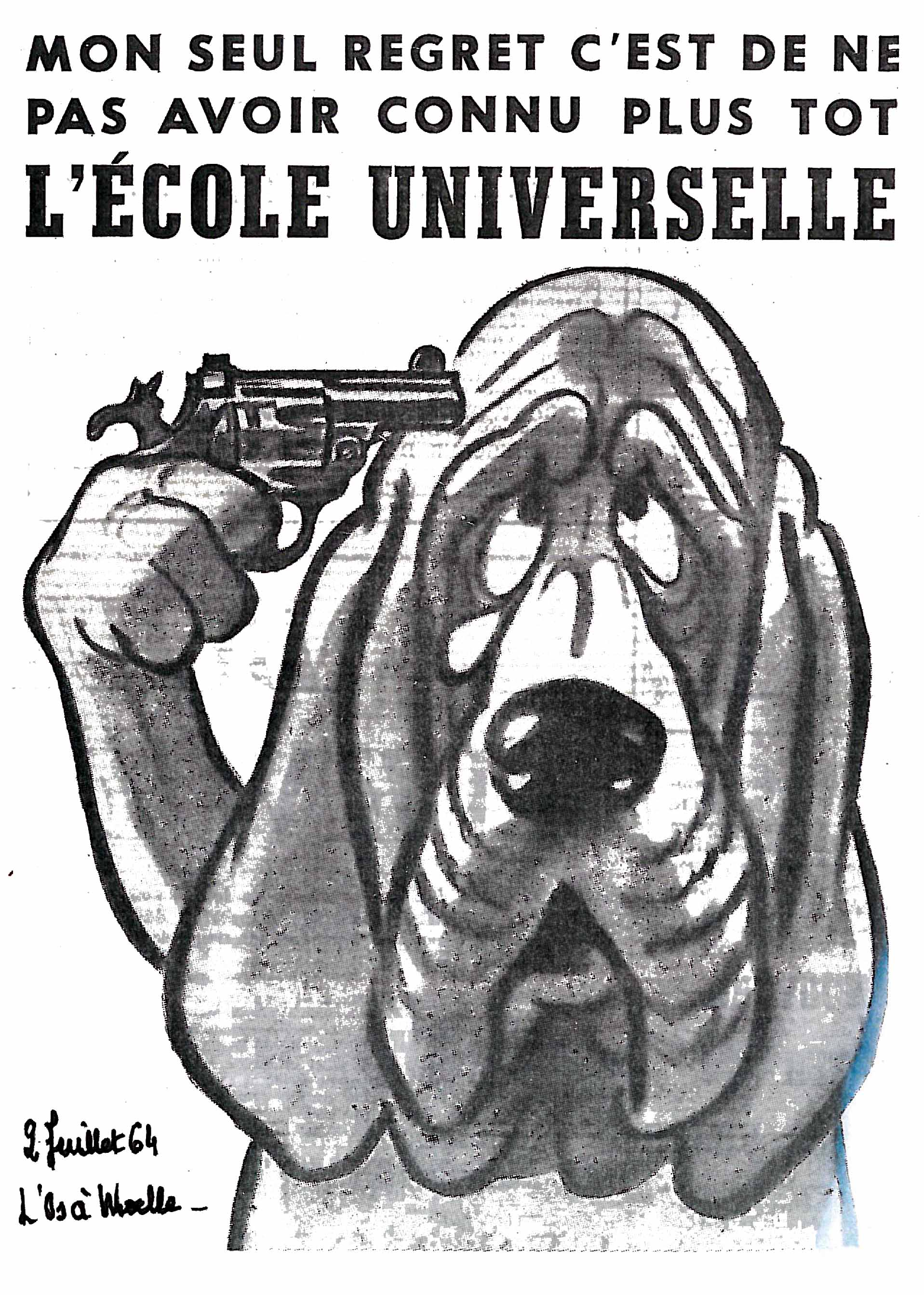
Publicité de l'École universelle parue dans L'Os à moelle du 2 juillet 1964.

Dépressif, il tente à quatre reprises de se suicider aux barbituriques ou en s'ouvrant les veines entre 1958 et 1960 ; en janvier 1960, sa femme le retrouve inanimé dans sa baignoire : il s'était ouvert les veines aux poignets. Après son hospitalisation, sa femme explique que depuis son retour en France à la Libération, son mari souffre de ne pas retrouver toutes les amitiés sur lesquelles il comptait et qu'il n'a connu sur ce plan que des déceptions, à l'exception de son ami Francis Blanche.

### Candidature présidentielle
Entre 1964 et 1966 il fait reparaître L'Os à moelle. Le 11 février 1965, Pierre Dac se déclare candidat à la présidentielle avec le MOU (Mouvement ondulatoire unifié) lors d'une conférence à l'Élysée-Matignon. Le Tout-Paris est là et applaudit le canular. Les flashs crépitent et Pierre Dac fait son entrée avec ses catcheurs et gardes du corps : il désigne Jacques Martin Premier ministre, et deux de ses futurs ministres, Jean Yanne et René Goscinny.
Après cette journée, il fait paraître régulièrement des discours grandiloquents du Mouvement ondulatoire unifié dans L'Os à moelle, avec le slogan « Les temps sont durs, votez MOU ! ».
Au début de l'été, sa popularité toujours montante inquiète les autres candidats et à l'Élysée, on trouve que « la plaisanterie a assez duré ». Un conseiller du général de Gaulle, en septembre, par téléphone, lui demande de se retirer. Par fidélité pour celui qui fut le chef de la France libre, l'ancien résistant accepte sans attendre. Pierre Dac justifie son retrait par la formule : « Je viens de constater que Jean-Louis Tixier-Vignancour briguait lui aussi, mais au nom de l'extrême droite, la magistrature suprême. Il y a donc désormais, dans cette bataille, plus loufoque que moi. Je n'ai aucune chance et je préfère renoncer,. »

### Fin de vie et mort

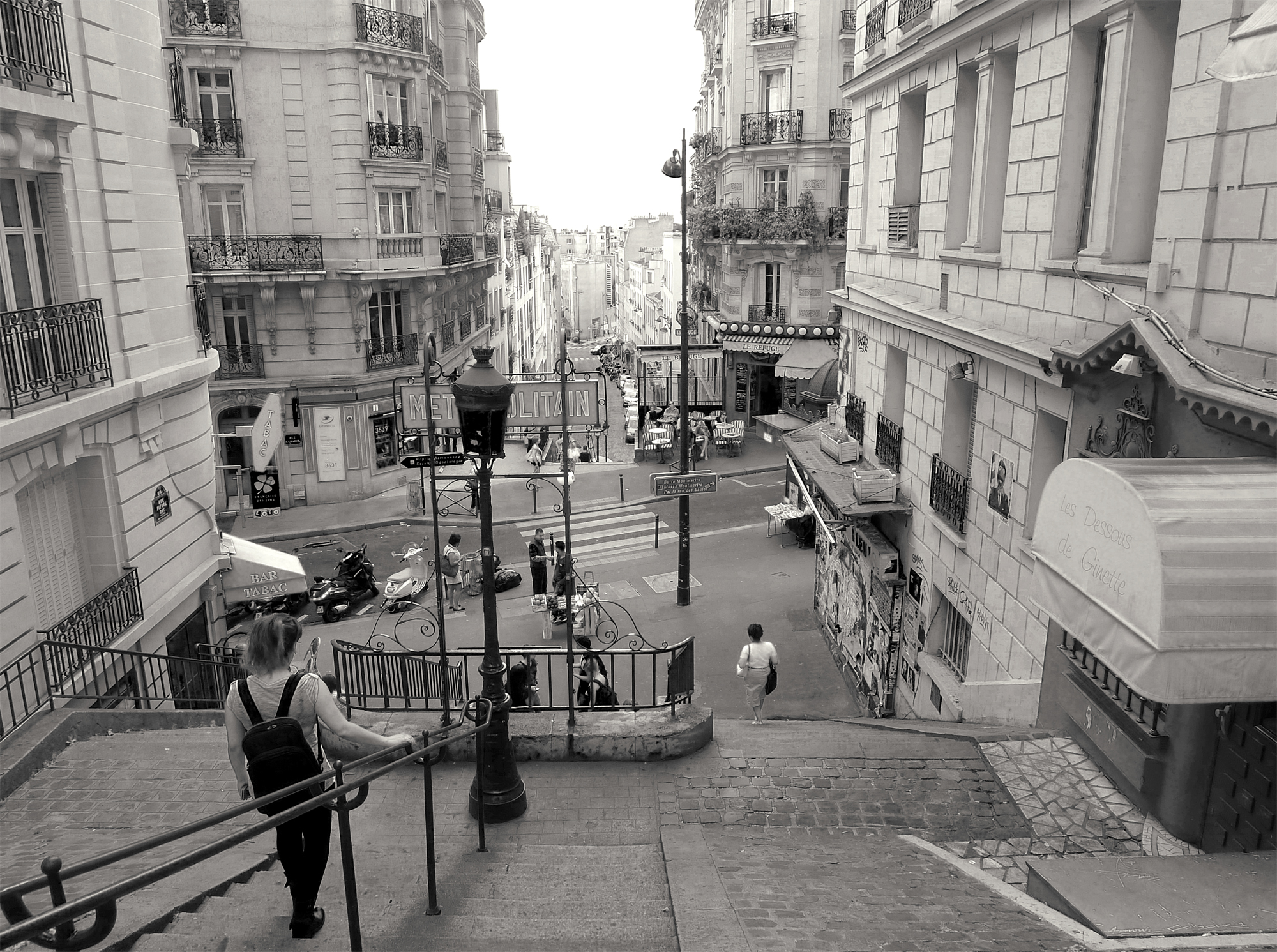
Rue Pierre-Dac, dans le.

En 1972, un square et une statue sont inaugurés en son honneur, à Meulan. Devant les photographes, Pierre Dac et Francis Blanche posent à leur manière, c'est-à-dire en satisfaisant un besoin naturel sur le monument.
Malgré le succès, Pierre Dac est resté un homme modeste, presque effacé. Fumant depuis l'âge de 18 ans, il meurt en 1975 d'un cancer du poumon dans la plus grande discrétion. « La mort est un manque de savoir-vivre », avait-il repris d'Alphonse Allais.
Il est incinéré et ses cendres déposées au columbarium du cimetière du Père-Lachaise.
Jacques Pessis est le « neveu adoptif », biographe et légataire universel de Pierre Dac.

## Liste des œuvres
Cette liste des œuvres de Pierre Dac a été établie par Baudime Jam, « chercheur de trésors dacquiens » pour le site du judaïsme d'Alsace et de Lorraine et pour Wikipédia.

### Romans et essais
- Ici Londres : Pierre Dac vous parle, Pierre Trémois (1945)
- Du Côté d’Ailleurs, André Martel (1953)
- Les Pédicures de l’Âme, André Martel (1954)
- Le Jour le plus c..., Juilliard (1967)
- Les Plombiers zingueurs, Robert Morel (1968)
- Un Français libre à Londres en guerre, France Empire (1972) ; rééd. Libretto, 2020
- Les Pensées - Le Cherche midi (1972)
- Essais, maximes et conférences - Le Cherche midi (1978)
- Du Côté d’Ailleurs et réciproquement, Presses Pocket n°1745 (1979)
- Dialogues en forme de tringle - Le Cherche midi (1981)
- Arrière-pensées - Le Cherche midi (1998)
- Du Côté de Partout - Omnibus (2009)

### Feuilletons radiophoniques
- Informations secrètes du colonel de Guerlasse (1963-65) sur R.T.F. Inter

#### Avec Francis Blanche
- Faites chauffer la colle ! (1949)
- Le Parti d’en rire, éd. du Cherche midi (1983)
- Pierre Dac et Francis Blanche Leurs sketches inoxydables enregistrés au Trois Baudets en 1950-51 (CD)  - 2020 Productions Jacques Canetti

##### Cycle Les Aventures de Furax
- Malheur aux barbus, André Martel (1952)
- Confession de Furax, André Martel (1952)
- Mangez de la salade, André Martel (1952)
- Les Barbus de l'espace, André Martel (1953)

##### Cycle Signé Furax
- Le Boudin sacré, Édition Spéciale (1971-72)
- La Lumière qui éteint, Édition Spéciale (1971-72)
- Crimée... châtiment !, Édition Spéciale (1971-72)
- Malheur aux Barbus, Édition Spéciale (1971-72)
- L’Atoll Anatole, Édition Spéciale (1971-72)
- M... comme, Édition Spéciale (1971-72)
- Le Gruyère qui tue, J.C. Lattès (1976)

#### AvecLouis Rognoni
- Cycle Bons baisers de partout :
- Opération Tupeutla, Le Cherche midi (1982-84)
- Opération Psychose-toujours, Le Cherche midi (1982-84)
- Psychose de plus en plus, Le Cherche midi (1982-84)

### Théâtre
- 39,5 (1949)
- Sans issue co-écrit avec Francis Blanche (1950)
- Autre chose !, Fantaisie satirique en 2 actes, co-écrit avec Francis Blanche et Roger Pierre (1951)
- Chair de poule, opéra show en 2 actes et 10 tableaux, co-écrit avec Robert Rocca (1955)

### Chansons et monologues
- Chanson des Babus
- Une histoire à l'eau - Les Chansons de la Butte (no 2, 1923)
- Lettre à Fortugé - Les Chansons de la Butte (no 3, 1923)
- Par abonnement - Les Chansons de la Butte (no 5, 1924)
- Réception présidentielle - Les Chansons de la Butte (no 8, 1924)
- Superstitions - Pandore (no 5, septembre 1934)
- On est net - Pandore (no 7, décembre 1934)
- Polka-Picon - Éd. Picon
- Les Chansons de Pierre Dac à la Radio de Londres - Éd. Masspacher (1945)
- Quand les Français parlaient aux Français, 33 tours, Philips (1964)[66]
- La Valse en Mineur - Éd. Marcel Labbé
- Printemps - Éd. Jean Picot
- Ça manque d'ambiance - Éd. Jean Picot
- Hommage au mage - Éd. Jean Picot
- Cent Histoires de fous et folles histoires - Éd. Théâtrales
- Mangeons ! - Éd. Herpin
- Un Président républicain - Éd. Herpin
- Le plus beau jour de la vie - Éd. Herpin
- Quand on a quinze ans - Éd. Herpin
- Les Pèlerins de Grenoble - Éd. Herpin
- Le Jour de la Révolution - Éd. Herpin
- La Combinaison Mayer - Éd. Herpin
- Méprise du Schorer - Éd. Herpin
- Ne retiens rien - Éd. Herpin
- Inauguration automobile - Éd. Herpin
- Par abonnement - Éd. Herpin
- Chez le tailleur - Éd. Herpin
- À l'ombre de Vespasien - Éd. Herpin
- Les Fumistes - Éd. Herpin
- La grosse Anguille et la petite Moule - Éd. Herpin
- Biographies ministérielles - Éd. Herpin
- École de la politique - Éd. Herpin
- Politique et mathématiques - Éd. Herpin
- La Journée d'un piéton - Éd. Herpin
- Les cochons de payants - Éd. Herpin
- La Visite au malade - Éd. Herpin
- Borah pro nobis - Éd. Herpin
- À quoi rêvent les vaches - Éd. Herpin
- On est heureux - Éd. Herpin
- Prière sur Montmartre - Éd. Herpin
- Si c'est pour ça - Éd. Herpin
- Ça c'est fini - Éd. Herpin
- Le Péril rouge - Éd. Herpin
- Ne vous arrêtez pas - Éd. Herpin
- Le Jugement dernier - Éd. Herpin
- La Der' des Der' - Éd. Herpin
- Non, merci - Éd. Herpin
- Hoch - Éd. Herpin
- Ça va mieux - Éd. Herpin
- Prière fiscale - Éd. Herpin
- Le Cheik sans provisions - Éd. Herpin
- Les Points d'un pacte - Éd. Herpin
- Fantaisie - Éd. Herpin
- Napoléon le Petit - Éd. Herpin
- Nous sommes maudits - Éd. Herpin
- Chiqué festival - Éd. Herpin
- Le siècle des anormaux - Éd. Herpin
- Les Parents - Éd. A. Molinier
- Les Énervés - Éd. A. Molinier
- On n'sait pas c'qu'on veut - Éd. A. Molinier
- V'là le bon vieux temps - Éd. A. Molinier
- C'est pas rigolo d'être drôle - Éd. A. Molinier
- On manque d'Idéal - Éd. A. Molinier
- On se prépare - Éd. A. Molinier
- Le Martyre de l'Eunuque - Éd. A. Molinier
- Jour sans faste - Éd. A. Molinier
- Le Timide - Éd. A. Molinier
- Une tempête sous un gilet de flanelle - Éd. A. Molinier
- Le mystère de la cancoillotte et la vengeance du yaourt - Éd. A. Molinier
- Le Permis de Conduire - P. Beuscher
- À ce moment, on vous appelle au téléphone - Éd. France Musique
- C’est trop tard - Éd. France Musique
- J’peux point vous l’dire - Éd. France Musique
- Moi je vous l’dis - Éd. France Musique
- Un Retour difficile - Éd. France Musique
- Neuf chansons érotico-philosophiques - Musique : René Landemar

### Articles et textes divers
- Essai sur le français moyen - "Humour et poésie de Montmartre" (sans date)
- J' suis pas poli - "Humour et poésie de Montmartre" (sans date)
- Le Tour loufoque - "Le Tour de France" (numéro spécial de L'Auto - 1936)
- Pensées et maximes à la manière de La Bruyère - "Les vraies Richesses" (no 1, février 1939)
- Ça me fait tout drôle... - "France" (no 986, 29 octobre 1943)
- Impressions d’Angleterre - “Accord” (novembre 1943)
- Bulletin météorologique de l'Ordre Nouveau - “Accord” (no 5, 1943-44)
- Essai sur la cuisine anglaise - "France" (15 décembre 1943)
- Compte de Noël - "France" (décembre 1943)
- À vos poches, à vos pubs - "France", (février 1944)
- Pour la marche arrière, EN AVANT ! - "L'Amérique en Guerre", (2 février 1944)
- Alerte au Spam - "France", (24 mars 1944)[67]
- Parlez-nous des Allemands - "Le Courrier de l'air", (4 mai 1944)
- De quelques effets de la guerre des nerfs - "France", (16 mai 1944)
- Commentaire sur l'avion sans pilote ou V1 - "France", (20 juin 1944)
- Chansons - “La France libre” (no 45 - 15 juillet 1944)
- J'ai dit tout haut de Londres ce qu'on pensait tout bas en France - “Résistance” (no 29 - 5 septembre 1944)
- Au secours de la victoire ! - “Franc tireur” (no 75 - 30 septembre 1944)
- De l’eau de Vichy à l’eau de Cologne - “La France au combat” (no 66, 15 mars 1945)
- Du stalag à Paris avec Eux - “Point de Vue” (no 1, 23 mars 1945)
- Dans Karlsruhe avec la première armée française - "La France au Combat", (12 avril 1945)
- De l'illégalité du don de la personne - “Point de Vue” (no 13, 15 juin 1945)
- À l’ombre des blaireaux en fleurs - “La France au combat” (no 76, 9 août 1945)
- Tout peut toujours aller plus mal - “Le Clou” (no 8, 30 novembre 1945)
- Interviews de fin d'année - “Le Clou” (no 11, 21 décembre 1945)
- Je vous demande pardon - “Le Clou” (no 22, 8 mars 1946)
- Lumineuse explication de la loi électorale - “Le Clou” (no 28, 19 avril 1946)
- Finissons-en avec la Résistance - “Le Clou” (no 34, 31 mai 1946)
- Pour venger les victimes de la Libération - “Le Clou” (no 37, 4 juillet 1946)
- Les Enquêtes de l’Inspecteur Poileau-Luc - “V” (1947)
- Le Salon de l'Automobile - “La Belle France” (no 76 - octobre 1947)
- Les origines du courrier du cœur - “France Hebdo” (no 265, 19 avril 1949)
- Les entresols de Saint-Germain-des-Prés - “France Hebdo” (no 266, 26 avril 1949)
- Entre chien et loufoques (avec F. Blanche) - “Radio Inter” (no 6, 10 mai 1950)
- rubrique Des victimes vous parlent - "Détective" (no 265, 30 juillet 1951)
- Paris-Parade d’azur - "Samedi soir" (no 321, 25 août 1951)
- Du droit d'être un salaud - "Le Droit de vivre" (février 1953)
- On dansait dans les carrefours - “L'Aurore” (19 décembre 1953)
- Bon sens ne peut mentir - "Paris variétés" (no 13, 1er juin 1954)
- Quand les Français parlaient aux Français - “Les Policiers français dans la Résistance” (CNPACR, 1964)
- Le saladophisme - “Les censurés sociaux” (Editions du Scorpion, 1964)
- Hommage au Crapouillot - “Le Crapouillot” (no 66, mai 1965)
- Après la bataille - “Plexus” (no 1, 1966)
- Présentez armes ! - “Blagues” (no 316, 15 juillet 1967)
- Songe d’une nuit de brouillard - "Droit et Liberté" (no 277, 1er décembre 1968)
- Le Ministère du moral - "Noir et Blanc" (no 1239, 26 décembre 1968)
- Pensées choisies - "Poésie 1" (no 22, février 1972)
- Du Dac au Dac (interview) - "Privé" (no 6, avril 1974)
- L'art et la manière d’être plus jeune - "Le Hérisson" (no 1473, 11 juillet 1974)
- Réflexions sur TXT - "Le Pont de l'épée" (no 44-45, 1970 & no 63-64, 1978)

### Préfaces
- Les Mémoires de Péhun (Pierre Beauvois) - Éd. Goélette (ca. 1945)
- Une Bombe à tout casser (Guy Verdot) - Éd. Pierre Fanlac (1946)
- Une Heure avec Jean Rigaux - Éd. Raoul Solar (1948)
- L’Éminence verte (Roméo Carles) - Éd. Raoul Solar (1950)
- Souvenirs d'un homme poids (André Gabriello) - Éd. Rabelais (1950)
- Klette (Léo Campion) - Éd. Calmann Levy (1955)
- Quand les pigeons auront des crocs (André Delcombre) - chez l'auteur (1962)
- Salut mon pope ! (San-Antonio) - Éd. Fleuve Noir (1966)
- Comment ne pas les manquer (Jérôme Favard) - Éd. Roger Maria (1972)
- Tête à tête avec le cinéma (François Solo) - Éd. des Egraz (1973)
- Guide de l’étudiant parisien (Grandgousier) - chez l'auteur (1974)
- Humour noir et homme en blanc (Claude Serre) - Éd. Roger Maria (1978)

### Périodiques
- L'Os à moelle (109 numéros du 13 mai 1938 au 7 juin 1940)
- L'Os Libre (102 numéros du 11 octobre 1945 au 15 octobre 1947)
- Le Clou (37 numéros du 12 octobre 1945 au 4 juillet 1946) : membre du comité de rédaction
- L'Os à moelle (73 numéros du 23 avril 1964 à février 1966)

#### Après 1975 (réédition de textes)
- Le Nouvel Os à moelle hebdo (32 numéros du 4 février au 8 septembre 1976)
- Mensuel l’Os (5 numéros de mai à octobre 1976)
- Almanach de l’Os à moelle (5 numéros de 1978 à 1982)
- L’Os à moelle bimestriel (3 numéros de février à août 1982)
- L'Os à moelle hebdo (16 numéros du 15 mars au 9 août 1984)

### Divers
- Préface, commentaires du mode d'emploi, et textes des cartes du jeu de société La Bête noire de l'automobiliste - années 1950[68]
- « La Leçon de mashed-potatoes », Sonorama (no 42, juillet 1962)
- Co-Fondateur avec Léo Campion de la Confrérie des Chevaliers du Taste-Fesses en 1959 à Montmartre

## Théâtre
- 1936 : Phèdre (à repasser) de Pierre Dac, Casino de Paris
- 1954 : Chair de poule de Pierre Dac et Robert Rocca, Théâtre Daunou
- 1955 : La Petite Maison de thé de John Patrick, mise en scène Marguerite Jamois, Théâtre Montparnasse
- 1956 : Le mari ne compte pas de Roger Ferdinand, mise en scène Jacques Morel, Théâtre Édouard VII
- 1962, 1963 : Pas d'usufruit pour tante Caroline de Frédéric Valmain, mise en scène Jean Dejoux, Théâtre Tristan-Bernard
- 1966 : L'Instruction de Peter Weiss, mise en scène Gabriel Garran, Théâtre de la Commune

## Filmographie

### Cinéma
- 1930 : Degreve d'André Chotin - court métrage, également scénariste -
- 1932 : Le Bidon d'or de Christian-Jaque
- 1932 : Les Gaietés de l'escadron de Maurice Tourneur
- 1932 : Le Fada de Léonce-Henri Burel - court métrage -
- 1932 : Y'a erreur (ou Gilberte exagère) de Joseph Tzipine - moyen métrage -
- 1933 : Les Deux Monsieur de Madame d'Abel Jacquin et Georges Pallu
- 1934 : Poliche d'Abel Gance
- 1934 : Voilà Montmartre de Roger Capellani
- 1935 : Juanita de Pierre Caron
- 1939 : Le Club des fadas d'Émile Couzinet
- 1940 : Les Surprises de la radio de Marcel Aboulker - également une participation au scénario -
- 1949 : Dernière Heure, édition spéciale de Maurice de Canonge
- 1951 : Un curieux cas d'amnésie, d'Henri Verneuil.
- 1951 : Une fille à croquer de Raoul André
- 1956 : La Polka des menottes de Raoul André
- 1960 : Les Pique-assiette de Jean Girault
- 1961 : La Belle Américaine de Robert Dhéry et Pierre Tchernia
- 1962 : Césarin joue les étroits mousquetaires d'Émile Couzinet
- 1962 : Le Gorille a mordu l'archevêque de Maurice Labro
- 1964 : Allez France ! de Robert Dhéry et Pierre Tchernia
- 1967 : Ne jouez pas avec les Martiens d'Henri Lanoë
- 1967 : Le Petit Baigneur de Robert Dhéry
- 1973 : Par ici la monnaie de Richard Balducci
- 1973 : Le Trio infernal de Francis Girod

- coauteur, avec Fernand Rauzéna, de l'adaptation française du film Hellzapoppin de H. C. Potter.

### Télévision
- 1956 : La Famille Anodin (série télévisée)
- 1964 : L'Abonné de la ligne U de Yannick Andréi (série TV)
- 1969 : Au théâtre ce soir : Le mari ne compte pas de Roger Ferdinand, mise en scène Jacques Morel, réalisation Pierre Sabbagh, Théâtre Marigny

## Hommages

### Au théâtre
- Le Parti d'en rire, hommage à Pierre Dac, interprété par Viriginie Visconti, Jacques Pessis et Aurélien Noël. Mise en scène : Jacques Mailhot, Jean Roucas. Écrit par Jacques Pessis, 2012

### À la télévision
- La Guerre des ondes (Radio Londres 1943-1944), téléfilm de Laurent Jaoui, 2014, 95 min, avec Jean-Yves Lafesse dans le rôle de Pierre Dac.

### Exposition
- Le musée d'Art et d'Histoire du judaïsme présente à partir du 15 octobre 2020 l'exposition « Pierre Dac. Du côté d'ailleurs ». Il s'agit de la première exposition consacrée à l'œuvre et à la vie de Pierre Dac. Plus de 250 documents issus des archives familiales, extraits de films, émissions télévisées et radiophoniques sont présentés[69]. Prévue jusqu'au 28 février 2021, l'exposition a été interrompue par la période de confinement liée à la pandémie de Covid-19. Elle est à nouveau programmée du 20 avril au 27 août 2023[70].

### Monuments et bâtiments
- Pierre Dac a inauguré lui-même sa propre statue dans le square Pierre-Dac, situé à Meulan, ville des Yvelines[71].
- L'espace Pierre Dac est une salle de spectacle située rue des Fripiers à Châlons-en-Champagne.

### Odonymes
- La rue Pierre-Dac, est une rue située dans le quartier des Grandes-Carrières du 18e arrondissement de Paris ;
- la rue Pierre-Dac est située à Clichy, commune française du département des Hauts-de-Seine ;
- La rue Pierre-Dac est située à Tomblaine, commune située dans le département de Meurthe-et-Moselle en région Grand Est ;
- La rue Pierre-Dac est située au Mans, préfecture du département de la Sarthe[72] ;
- Le rond-point Pierre Dac est situé à Toul, sous-préfecture de la Meurthe-et-Moselle[73] ;
- La rue Pierre-Dac est située à Châlons-en-Champagne, préfecture du département de la Marne[74].

### Ouvrages dédiés à Pierre Dac
- Vous prendrez bien une bière ?, de Joseph Bialot (Gallimard, 1997)
- Le petit livre des citations latines, de Lucien Jerphagnon (Tallandier, 2004)
- Le 10 février 2025, pour commémorer le cinquantenaire de sa disparition, la Poste française émet un timbre à son effigie à partir d'une gravure d'Elsa Catelin.

## Distinctions
- Chevalier de la Légion d'honneur (octobre 1945)[75]
- Croix de guerre 1914-1918[75] avec une palme et cinq étoiles[réf. nécessaire]
- Croix de guerre 1939-1945, palme de bronze (une citation à l'ordre de l'armée)[75],[76]
- Médaille de la Résistance française (décret du 14 juin 1946)[75],[77]